# Stillinger-Weber-Potential
Das Stillinger-Weber-Potential ist ein klassisches physikalisches Potential zur Darstellung von speziellen Kristallgittern. Der Hauptanwendungsbereich ist die Simulation der Gitterdynamik von Silizium sowie siliziumähnlichen Elementen und deren Legierungen untereinander.
Wie bei allen klassischen Potentialen kann keine Aussage zu quantenmechanischen Effekten getroffen werden. Trotzdem sind sie sinnvoll, wenn Systeme betrachtet werden, die aus vielen Atomen oder Molekülen bestehen und der quantenmechanische Aspekt in den Hintergrund tritt. Der Vorteil gegenüber anderen Potentialen, wie dem Lennard-Jones-Potential oder dem Tersoff-Potential liegt in dem guten Verhältnis von Genauigkeit zu Rechenaufwand.
Die Genauigkeit bezieht sich auf Silizium und ähnliche im Diamantgitter kristallisierende Halbleiter und entspringt der Formulierung des Potentials, welche eine tetraedrische Basis bevorzugt. Gleichzeitig ist das aber auch ein Nachteil, da andere Konfigurationen, die beispielsweise unter Druck entstehen können, sowie Effekte an Ober- und Grenzflächen nicht realistisch wiedergegeben werden. Durch den moderaten Rechenaufwand bei der Simulation der Gitterkräfte lohnt sich dennoch der Einsatz bei großen, evtl. periodischen Strukturen, bei denen viele Zeitschritte simuliert werden sollen. So kann mit einem modernen Computercluster innerhalb einiger Tage ein System mit bis zu einer Million Atome und mehreren Millionen Zeitschritten untersucht werden.